# Stavro Vinjau
Stavro Vinjau (Përmet, 1893 – ?, 1975) albán politikus, jogász. 1924-ben fél évig Albánia igazságügy-, két és fél hónapon át oktatásügyi minisztere volt.

## Életútja
Rómában szerzett jogi diplomát. Hazatérését követően 1921-től 1925-ig az albán nemzetgyűlés képviselőjeként, a néppárti frakció tagjaként politizált. Híres volt baloldali nézeteiről, 1921-ben nagy vihart kavart azzal az optimista hangvételű kijelentésével, mely szerint Albániában már léteznek a bolsevizmus csírái. 1921 végétől Amet Zogu politikájának, a Xhafer Ypi vezette kormánynak a fő bírálói közé tartozott, 1923–1924 fordulóján pedig csatlakozott a Zogu hatalmával szembeforduló, Fan Noli vezette ellenzék szervezkedéséhez. Miután júniusi forradalmuk elsöpörte Zogut és körét a hatalomból, Vinjau 1924. június 16-ától a Noli-kormány oktatásügyi minisztere volt.  Vinjau a kabinet radikálisabb tagjai, Noli progresszív terveinek támogatói közé tartozott (beleértve a diplomáciai kapcsolatok felvételét a Szovjetunióval). Augusztus 29-én az oktatásügyi portfólióról lemondott, az igazságügy-minisztériumot a kormány 1924. december 24-ei bukásáig vezette tovább.
Miután Zogu 1924 decemberében jugoszláv katonai segítséggel visszaszerezte hatalmát, Vinjau elhagyta az országot, és az olaszországi Brindisiben telepedett le. Élete további részében kereskedelmi tevékenységet folytatott. 1975-ben hunyt el.